# Nuytsia
Nuytsia, monotipski biljni rod smješten u vlastiti tribus Nuytsieae, dio porodice ljepkovki. Jedini predstavnik roda je N. floribunda, hemiparazitsko drvo, endem iz jugozapadnog dijela Zapadne Australije gdje je poznato kao moodjar i “australsko božićno drvo”.
Može narasti do 10 metara visine.  Pripadnici plemena Noongar od njegove kore izrađuju štitove.

## Opis
“Australsko božićno drvce”, (Nuytsia floribunda), parazitsko drvo porodice Loranthaceae, porijeklom iz zapadne Australije. Drvo može narasti do 10 metara (33 stope) ili više i proizvodi mnogo žuto-narančastih cvjetova tijekom božićne sezone. Njegovi suhi plodovi imaju tri široka kožasta krilca.
“Australsko božićno drvce” stvara spojeve (haustorijume) na korijenju malih biljaka, poput trava, preko kojih dobiva vodu i hranjive tvari. Ovi spojevi mogu oštetiti podzemne kabele stvaranjem steznih prstenova oko njih. Nova božićna drvca mogu niknuti iz korijena na određenoj udaljenosti od izvorne biljke.

## Sinonimi
- Loranthus floribundus Labill.
- Struthanthus floribundus Blume

## Vanjske poveznice
- WA's native Christmas tree puts traditional pine variety well and truly in the shade

- N. floribunda, Regionalni park Beeliar
- N. floribunda
- N. floribunda
- N. floribunda